# Мацутані Мійоко
Мійоко Мацутані — відома японська дитяча письменниця.

## Біографія
Мійоко Мацутані народилася в 1926 році. Свої перші твори вона написала в роки війни. Твори письменниці перекладені багатьма мовами. Українською мовою перекладена повість «Песик Сіро».